# Ашвеняй
Ашвеняй — божественные близнецы в литовской мифологии, тождественные латышским Диева дели (детям Диеваса) и другим балтийским аналогам ведических Ашвинов. Оба названия происходят от одного и того же протоиндоевропейского корня, обозначающего лошадь — *ék̂wos. Как и греческие Диоскуры Кастор и Поллукс, они являются отражением божеств праиндоевропейской мифологии — Божественных Близнецов.
Ашвеняй изображаются тащащими по небу карету Сауле (Солнца). Ашвеняй, изображаемые в виде лошадей или маленьких лошадок, часто встречается на литовских крышах, их размещают там для защиты дома. Подобные изображения также можно найти на ульях, сбруях, каркасах кроватей и других предметах домашнего обихода. Ашвеняй связаны с литовскими и латышским Усиньшем, богом лошадей. Усиньш, иногда выступающий как один из Ашвеняй, описывается как управляющий солнечной колесницей, запряженной по небу парой белых лошадей.